# Báb (biológia)

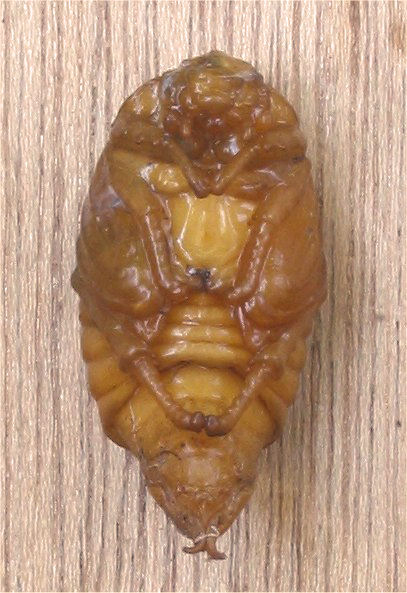
Májusi cserebogár (Melolontha melolontha) bábja

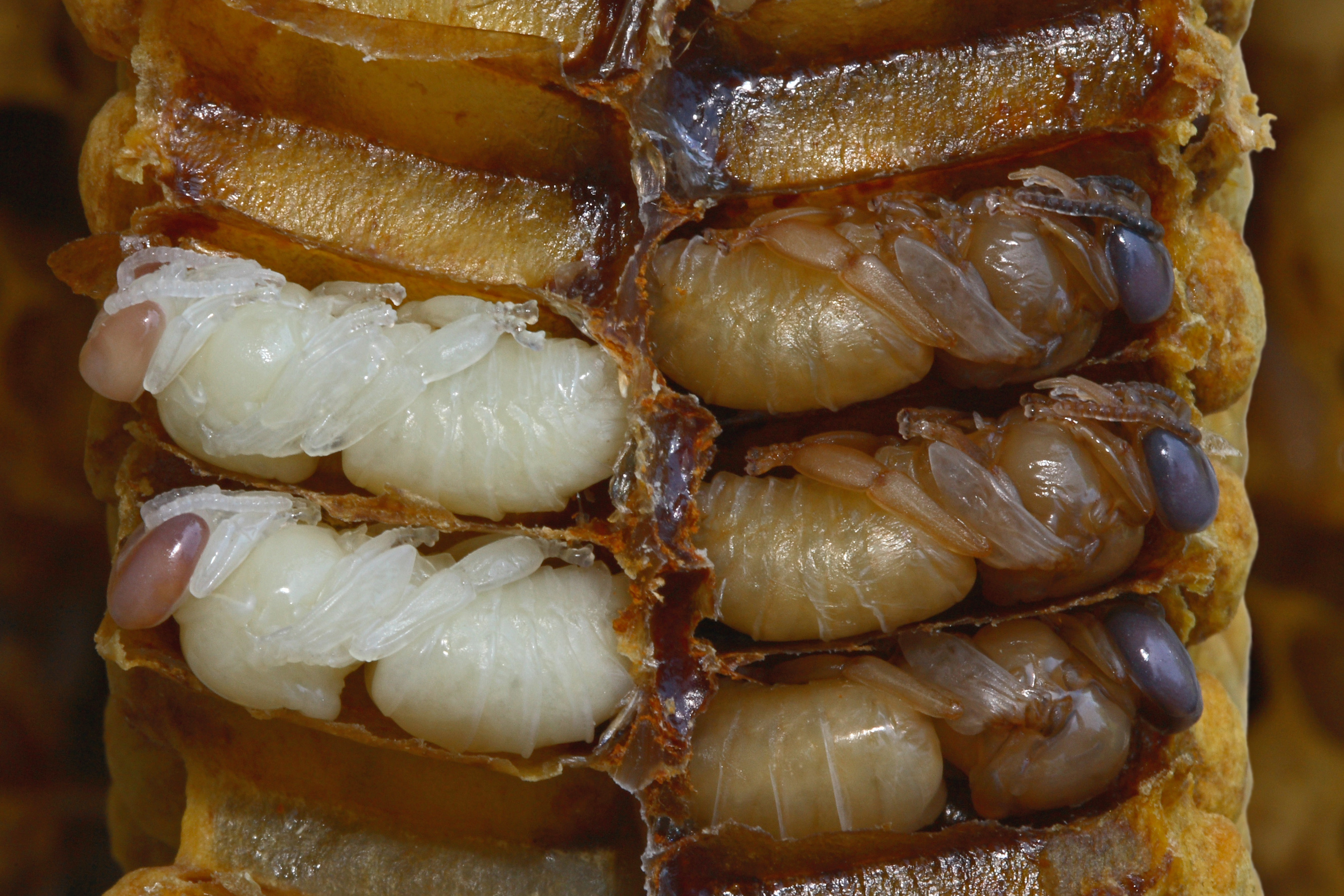
Házi méh (Apis mellifera) bábok a lép sejtjeiben

A báb (pupa) a teljes átalakulással fejlődő rovarok (bogarak, lepkék, kétszárnyúak, hártyásszárnyúak, recésszárnyúak) egyedeinek utolsó előtti fejlődési stádiuma, amelyben végbemegy a lárva szervezetének teljes átépülése és kifejlett rovar (imágó) szervezetének kialakulása.

## A bábok típusai
A bábokat alakilag (morfológiailag) három fő típusba sorolhatjuk be:
- szabad báb (pupa libera): nincs egységes kitines tokja, a végtagok és a szárnyak kezdeményei elállnak a testtől (pl. a legtöbb bogárfaj bábja);
- fedett báb (múmiabáb, pupa obtecta): a testfüggelékeket (lábak, szárnyak) a megkeményedő exuviális folyadék a testhez ragasztja, és így a test körvonalai egységes, kitines burkon tűnnek át (pl. lepkék, ragadozó bogarak, egyes legyek);
- tonnabáb (pupa coarctata): a korábbi morfológiai alapú állatrendszerekben kerekbábrésű legyek (Cyclorrapha) néven összefoglalt, magasabb rendű legyek hordó alakú, mozdulatlan bábja, amely egységes, vastagabb burokba (puparium) van bezárva; a puparium az utolsó előtti, vastagabb, keményebb, illetve az utolsó, finomabb lárvabőrből alakul ki.

## A bábban lezajló folyamatok
A lárva szervezetének átépülése során a legtöbb larvális szerv és szövet szétesik, elfolyósodik (hisztolízis). Ez a folyamat nem érinti az idegrendszert, a szívet, az ivarmirigyeket és az ún. imaginális szerveket, melyek már a lárvaállapotban kialakultak. Az átalakulás befejeztével a báb burka felreped, és az imágó kiszabadul. A lárvák fejlődését, vedlését és bebábozódását a juvenilis hormon (neotenin) és az ekdizon szabályozza. Magát a bebábozódást az ekdizonhatás túlsúlya indítja meg.